# シャフリヤール (ムガル皇子)
シャフリヤール（Shahriyar, 1596年  - 1628年2月2日）は、北インド、ムガル帝国の第4代皇帝ジャハーンギールの5男。同国第5代皇帝シャー・ジャハーンの弟にあたる。

## 生涯
1596年、ムガル帝国の皇帝ジャハーンギールとその側室との間に生まれる。
1621年4月、父帝ジャハーンギールの妃ヌール・ジャハーンの娘ラードリー・ベーグムと結婚した。
1627年10月、シャフリヤールは父帝が死ぬとラホールで帝位を宣したが、ヌール・ジャハーンの弟アーサフ・ハーンによって捕えられてしまった。
1628年2月2日（旧暦1月22日）、シャー・ジャハーンの命により、シャフリヤールは他の皇族4人とともに処刑された。